# Val Nandro

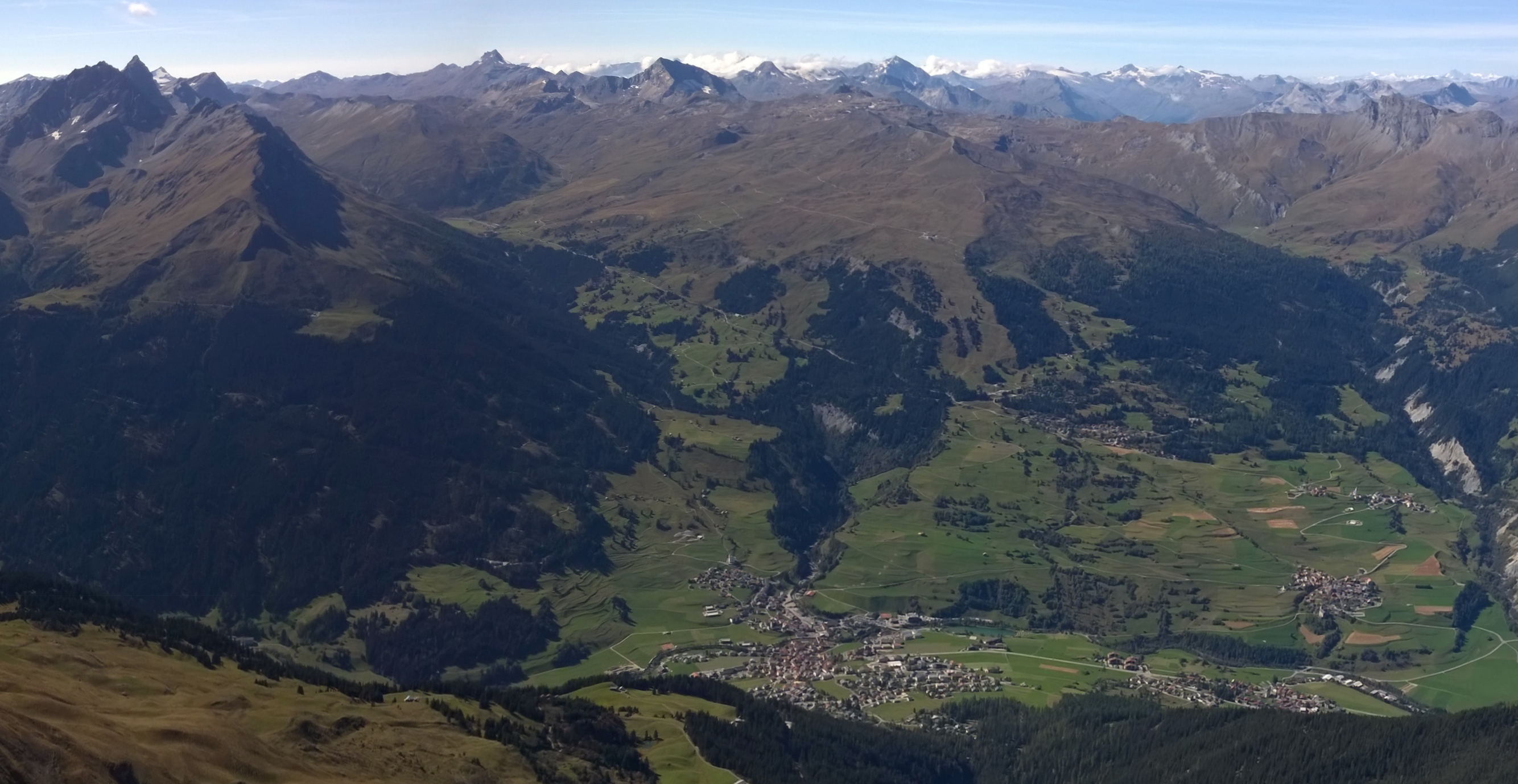
Savognin (unten) und die Val Nandro, die nach links hinten bis zum Piz Mez reicht. Auf der rechten Seite des Tals befindet sich das Skigebiet von Savognin Bergbahnen, ehemals Nandro Bergbahnen AG.

Die Val Nandro ⓘ (rätoromanisch val ‚Tal‘ und Nandro, urkundlich 1478 Andraw, Underaw, wohl ein mittellateinisches honoratum für ‚Ehrenlehen‘ zu lateinisch honorare ‚ehren‘, romanisch undrar) ist ein Tal im Schweizer Kanton Graubünden bei Savognin in der Gemeinde Surses. Es ist 5,3 km lang und bis zu 4,6 km breit.

## Lage und Umgebung
Das Tal Val Nandro ist ein linksseitiges Nebental des Oberhalbsteins und reicht von Radons (1866 m) bis nach Tigignas (1563 m). Innen teilt sich das Tal in zwei Nebentäler auf: Die rechtsseitige Val Curtegns und die linksseitige Val Schmorras. Eingeschlossen wird das Tal linksseitig vom Piz Cartas (2712 m) und vom Piz Martegnas (2680 m), rechtsseitig vom Piz Arblatsch (3202 m) und vom Piz Arlos (2696 m), sowie innen vom Piz Mez (2717 m).
Das Val Nandro wird von der Ava da Nandro durchflossen, die später zum Schletg wird und bei Savognin in die Julia fliesst.
Die Strasse, die von Riom und Parsonz her kommt, führt durch das ganze Tal bis nach Radons und ist im Sommer für den allgemeinen Verkehr frei, es kursieren jedoch keine Linien des öffentlichen Verkehrs. Im Winter wird die Strasse als Skipiste bzw. Winterwanderweg genutzt.
Die Weiler in der Val Nandro heissen von innen nach aussen Radons, Tigia, Manziel, Malmigiucr, Fotgs und Tigignas.

## Skigebiet

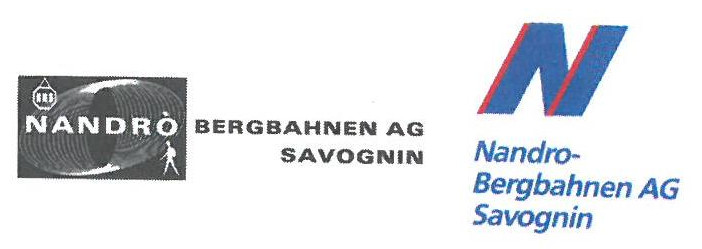
Ehemalige Logos der Savognin Bergbahnen, als es noch Nandrò-Bergbahnen AG Savognin hiess.

Auf der linken Talseite befindet sich das Skigebiet von Savognin Bergbahnen. Das Unternehmen wurde am 25. Mai 1962 als «Nandrò Ski- und Sessellifte Savognin-Piz Martegnas AG» gegründet. Den Namen Nandrò hatte das Unternehmen von der Val Nandro. Der Name Nandrò-Bergbahnen AG Savognin blieb bis Dezember 1998 der offizielle Name des Unternehmens. Im Sommer 1962 baute die Nandrò AG ganz ohne Hilfe von Helikoptern drei Transportanlagen am äusseren Ende des Tals: Eine 2er-Sesselbahn von Savognin nach Tigignas, einen Skilift von Tigignas nach Somtgant und einen weiteren Skilift von Somtgant auf den Piz Martegnas. Im Jahre 1966 kamen ein Skilift bei Stanegn und ein Skilift bei Naladas hinzu, in den Jahren 1969 und 1970 eine Gondelbahn, die von Savognin quer durch die Val Nandro nach Radons führte und zwei Skilifte im hinteren Teil der Val Nandro von Radons zum Piz Cartas.